# 任讓
任讓（1549年—1592年），字退之，號少江，直隸省真定府冀州南宮縣人，民籍。

## 生平
九月二十四日生，行四，治《易經》，由國子生中式隆庆四年（1570年）庚午科順天府鄉試第一百五名舉人，萬曆八年（1580年）庚辰科會試中式会试第一百四十五名，第三甲第一百五十五名進士。九年任河南汝阳县知县，调山东乐安县。十六年三月行取考选，授礼科给事中，十八年九月弹劾大学士许国耳聋目昏，头摇足蹇，因劾其不堪辅弼者八事，皇帝以任让妄言轻诋，令罚俸半年。十一月升礼科右，丁忧归。二十年十月除补户科右给事中，不久去世。

## 家族
曾祖任佐；祖任琦；父任還，教諭；母李氏；前母張氏。具慶下，妻胡氏，兄任聲；任聞；任心，弟任澤。